# Critica letteraria femminista
La critica letteraria femminista è un approccio alla critica letteraria informato dalla teoria femminista o, più in generale, dalla politica del femminismo.
La critica letteraria femminista utilizza i principi e l'ideologia del femminismo per analizzare il linguaggio della letteratura. Questo approccio si propone di analizzare e descrivere i modi in cui la letteratura rappresenta la narrazione della dominazione maschile, esplorando le forze economiche, sociali, politiche e psicologiche incorporate nei testi letterari. Questo modo di pensare e criticare le opere ha cambiato il modo in cui i testi letterari sono visti e studiati, oltre ad aver modificato e ampliato il canone di ciò che viene comunemente insegnato.

## Storia
Tradizionalmente, la critica letteraria femminista ha cercato di esaminare i testi classici all'interno del canone letterario attraverso una nuova lente. Obiettivi specifici della critica femminista includono sia lo sviluppo e la scoperta di una tradizione femminile di scrittura, sia la riscoperta di testi antichi, interpretando i simbolismi della scrittura delle donne affinché non vengano persi o ignorati dal punto di vista maschile, e resistendo al sessismo intrinseco nella maggior parte della letteratura mainstream. Questi obiettivi, insieme all'intento di analizzare le scrittrici e i loro scritti da una prospettiva femminile e aumentare la consapevolezza della politica sessuale del linguaggio e dello stile, sono stati sviluppati da Lisa Tuttle negli anni '80 e da allora sono stati adottati dalla maggior parte delle critiche femministe.
La storia della critica letteraria femminista è estesa, dalle opere classiche delle autrici del XIX secolo come George Eliot e Margaret Fuller fino al lavoro teorico innovativo negli studi femminili e di genere delle autrici della "terza ondata" del femminismo. Prima degli anni '70—nelle prime due ondate del femminismo—la critica letteraria femminista si concentrava sull'autorialità femminile e sulla rappresentazione della condizione femminile all'interno della letteratura, in particolare sulla raffigurazione dei personaggi femminili fittizi. Inoltre, la critica letteraria femminista si occupa dell'esclusione delle donne dal canone letterario, con teoriche come Lois Tyson che suggeriscono che ciò avvenga perché le visioni delle autrici spesso non sono considerate universali.
La critica femminista è stata anche strettamente associata alla nascita e alla crescita degli studi queer. La teoria letteraria femminista moderna cerca di comprendere sia le rappresentazioni letterarie delle donne sia delle persone nella comunità queer, ampliando il ruolo di una varietà di identità e analisi all'interno della critica letteraria femminista.